# چندپخشی
چندپخشی یا چندفرستی یا آدرس‌دهی مالتی‌کست، یک فناوری در شبکه است که که اطلاعات را به‌طور همزمان به گروهی از گره‌های مقصد تحویل می‌دهد و از این راهکار استفاده می‌کند که هریک از پیوندهای شبکه، پیام را فقط یک بار تحویل می‌دهد و اطلاعات را فقط وقتی کپی می‌کند که پیوندها به دو شاخه تقسیم شوند و به دو مقصد بروند.

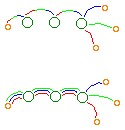
مقایسه مالتی کست (بالایی) با یونیکست (پایینی). دایره‌های نارنجی، نقاط پایانی را نشان می‌دهند و دایره‌های سبز، نقاط مسیریابی را نشان می‌دهند.

| روش‌های مسیریابی |
| هریاب           |
| انتشار          |
| چندپخشی         |
| یونیکست         |
| --------------- |